# 重複使用
重複使用指一個物品使重複使用至少一次或以上，包括兩種方式：一般情況下，是以同樣的功能使用同一個物品；或是重覆使用在新的功能上，賦予物品新生命。跟它相對的概念是「回收」，即將物品分解成原料，用在製造新的物品上。因為只要把還有用的產品挑出來替換，不必再加工，所以重複使用能省下資源。就更廣泛的經濟層面而言，重複使用為收入有限的個人或組織提供品質更好的產品，同時創造了就業機會和商業活動，有助於經濟
從歷史上看，財務動機是推動重複使用主要動力之一。在發展中世界，這個動機可能導致極高度的重複使用，不過隨著工資和消費需求的上升，用完即棄的產品取得更為方便，使得富裕的國家裡，對低價值物品（如包裝）的重複使用是不經濟的，以致於很多重複使用的專案就此消失。當前環保意識的發展，正在逐步改變態度和法規，如新的包裝法規，已經逐漸開始扭轉這種情況。

重複使用的最典型的例子，就是送上門的牛奶，是用舊的瓶子重新填裝；其他的例子包括：再生胎，或是運輸包裝上，以可重複使用的塑膠盒取代一次性的紙盒或紙箱。

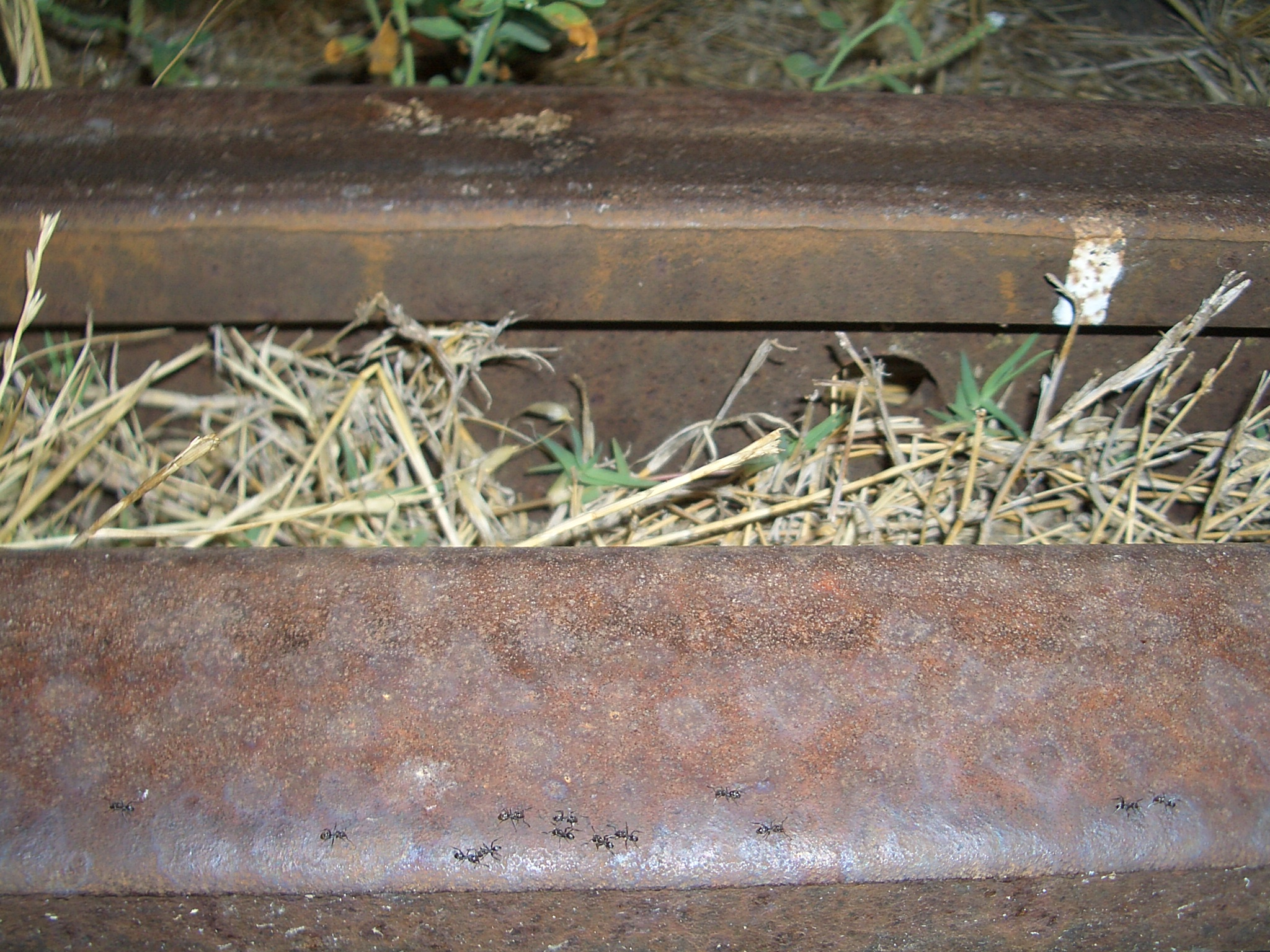
螞蟻這種社會化的昆蟲，已經能夠重複使用人類廢棄的鐵軌，做為牠們的運輸路線。

## 優勢與劣勢
重複使用有一些潛在的優點：
- 一個可重複使用的產品可以替代很多一次性使用產品，從而減少製造時所需的能源和原物料。
- 他可以減少廢棄物處理的需求和費用。
- 翻新工作可以為不發達經濟體帶來先進、可持續發展而且高報酬的工作。
- 一個可重複使用的產品，往往可以替代很多的一次性使用產品，讓企業和消費者省下成本。
- 有些老東西的手工更精緻，也具有觀賞價值。

缺點也很明顯：
- 重複使用往往需要清洗或運輸，有環境成本。
- 一些物品，如氟利昂裝置或嬰兒汽車座椅，繼續使用可能有害或是降低能源效率。
- 可重複使用的產品要比一次性使用的產品更耐用，因此每個產品需要更多的物質。如果只有一小部分真正被重複使用，浪費的情況會更嚴重。
- 整理和準備重複使用的物品很花時間，對消費者來說不方便、對企業而言會消耗經費。

## 實例

### 再生中心與虛擬交易平台
這些服務可以方便將那些不必要但完好可用的材料和設備，從一個實體交易到另一個手上。受益於此項服務任一方（如捐助者，銷售者，接受者，或買方）的實體，可以是企業、非營利組織、學校、社會團體或個人。它們有的提供實體空間（如再生中心），有些則只提供媒合服務（如虛擬交易）。再生中心一般都會提供倉庫和卡車，接收捐贈來的材料，並使其可供重新分配或出售。相反地，虛擬交易平台並沒有實體空間或卡車，而是讓使用者在一個線上的物流網站上，發佈他們可提供的或所需的（免費或低價）物品清單。工作人員會透過不接管的方式，去促成這些材料的交流。

## 與回收的比較
回收跟重複使用的區別是：回收是把東西分解成原物料，用以製造新的物品，而不像重複使用是保持物品的完整性。由於這個額外的處理需要能源，所以根據經驗法則，重複使用比回收更為環保（減量、重複使用、回收）；不過，對已經損壞、磨損或其他不適合再利用的東西，回收還是扮演很重要的角色。另外，在回收與重複使用過程對環境的影響中，運輸排放量均佔有相當大的比重，所以在某些需要長時間、長運輸距離的情況下，回收比起重複使用來說，是更審慎的做法。通常產品在設計階段時，就先確定是重複使用比較有效、回收之比較有效或是兩者皆無效，並據此產生一份綜合的生命週期分析。

## 資訊的重複使用
除了大量對物理資源的再利用的討論之外，現在有個強力的論述，在於資訊上的重複使用。尤其是針對電腦和網際網路驅動軟體的程式碼，也包括說明如何使用新設備的文件檔。它建議可以裝設一種「可被學習管理系統重複使用」的學習元件庫，以改善教育方式。
軟體複用技術產生的 20 世紀 60 年代的標準 子常式 庫。這是今天的 物件導向的程式設計的主要原則。不斷創新軟體的車輪，而不是像 c++、 Java、 目標 C和其他 程式設計語言 的正在建立龐大集合的可重用的軟體物件和 元件。
重用與 單個源發佈 中的文本寫入後輸出到多個發佈的管道，如列印、 web、 移動設備和 線上說明的概念密切相關。重複使用的資訊總是有一個單一的來源，但並不是所有的單來源的資訊在多個不同的上下文中重複使用。
對那些已經把文檔翻譯成多種語言的組織而言，重複使用的資訊都有很高的投資報酬率。翻譯記憶系統可以將已譯成幾十種語言的文本儲存起來，以供檢索與重複使用。

## 參閱
- 代碼復用
- 環保購物袋
- 蓄電池
  - 鎳氫電池
- 資源回收
- 二手貨